# 2020 (Album)
2020 ist das 15. Studioalbum der US-amerikanischen Rockband Bon Jovi. Es sollte zunächst am 15. Mai 2020 erscheinen, aufgrund der COVID-19-Pandemie wurde die Veröffentlichung jedoch auf den 2. Oktober verschoben. Am 5. Oktober wurde zudem eine Deluxe-Version des Albums veröffentlicht.

## Hintergrund
Angekündigt wurde das Album erstmals am 13. März 2019 über die sozialen Medien. Das geschah unter anderem durch die Storyfunktion von Instagram und den Upload eines stummen Clips, in dem die Band bei ihrer Arbeit im Ocean Way Nashville Recording Studio zu sehen ist. Am Ende des Clips erscheint der Schriftzug „Day One, Song One“ (deutsch: Tag eins, Song eins). Der Name des Songs wurde wiederum nicht bekanntgegeben.
Im Zuge seines Runaway-To-Paradise-Trips auf der Norwegian Pearl gab Jon Bon Jovi am 27. August 2019 dem wöchentlich erscheinenden Branchenblatt Variety preis, dass das kommende Album letztendlich den Titel Bon Jovi: 2020 tragen und den Themenschwerpunkt auf aktuelle politische sowie soziale Schlagzeilen legen soll. Hierbei gab er zu verstehen, dass 2020 die 59. Präsidentschaftswahl der Vereinigten Staaten stattfinden wird, was diese themenbezogene Entscheidung unterstützt haben soll. Die Songs würden unter anderem von Veteranen handeln, die in Folge von traumatischen Kriegserfahrungen gegen Belastungsstörungen anzukämpfen haben. Des Weiteren soll ein Augenmerk auf Massenschießereien in den USA gelegt werden. Jon Bon Jovi sagte zudem auch, dass er in Hinblick auf das Album sehr zufrieden sei und dass sich die Fans auf etwas Neues und Ungewohntes freuen können. Das im Jahre 2016 erschienene Studioalbum This House Is Not for Sale handele im Gegensatz zu Bon Jovi: 2020 von persönlichen Themen. Jon Bon Jovi plädierte aber, nun mit klarer Sicht auf die Zukunft blicken zu wollen.
Am 30. Oktober 2019 kündigte die Band an, dass die erste Single Unbroken am 1. November 2019 erscheinen soll. Der Song wurde für die Dokumentation To be of Service geschrieben, die ebenfalls am 1. November Premiere feierte. Sämtliche Einnahmen aus der Vermarktung des Songs wurden darüber hinaus an die Patriotic Service Dog Foundation gespendet.
Am 1. November wurde Unbroken schließlich zum Download bereitgestellt. Des Weiteren kündigte Jon Bon Jovi an, dass der Song auch Teil des Albums sein wird und dass dieses im Frühjahr 2020 erscheinen soll.
Mit der Musikzeitschrift Pollstar redete Jon Bon Jovi erstmals tiefgreifend über das Album und erläuterte die Beweggründe für einige Songs, deren Namen ebenfalls bekanntgegeben wurde. Diese sollen wie folgt heißen: Story Of Love, Lower The Flag, Blood In The Water und Beautiful Drug.
Am 20. Februar 2020 wurde die zweite Single Limitless veröffentlicht. Sie thematisiert das Leben in einer monotonen Routine und einer Gesellschaft, die versucht, ihren Kopf über Wasser zu halten. Man solle versuchen, gegebene Chancen zu ergreifen, um sich von der Masse abzuheben und einen individuellen Weg zu gehen.
Jon Bon Jovi verfasste einen Song über die COVID-19-Pandemie mit dem Namen Do What You Can. Er rief Fans auf, eigene Strophen zu verfassen, um so ihre Erfahrungen und Erlebnisse während der Krise mitzuteilen. Erstmals spielte Jon Bon Jovi den Song in der Originalfassung am 21. April 2020 virtuell zum Anlass der Wohltätigkeitsveranstaltung Jersey4Jersey. Der Song wurde am 23. Juli und das dazugehörige Musikvideo am 25. August veröffentlicht. Am 18. September soll eine Duet-Version von Do What You Can mit Jennifer Nettles veröffentlicht werden.
Darüber hinaus kündigten Bon Jovi eine Kooperation mit dem VR-Brillen-Hersteller Ceek an. Im Zuge dessen erschien ein exklusives Interview und ein 360°-Behind-the-Scenes-Video von der Single Limitless.
Am 10. Juli wurde der Song American Reckoning veröffentlicht, der den tragischen Tod von George Floyd und die Black-Lives-Matter-Bewegung thematisiert.
Nach der Veröffentlichung von American Reckoning und Do What You Can wurde die Titelliste des Albums neu arrangiert. Darüber hinaus wurde offiziell bekanntgegeben, dass das Album am 2. Oktober 2020 erscheinen soll.
Die Songs Luv Can und Shine waren einst Bestandteil der Standard-Edition, wurden dann schließlich durch American Reckoning und Do What You Can ersetzt. Stattdessen sollten Luv Can und Shine zunächst ausschließlich in Japan als Bonus-Tracks veröffentlicht werden. Am 5. Oktober erschien jedoch unangekündigt eine Deluxe-Version des Albums, die Luv Can und Shine sowie die Duet-Version von Do What You Can mit Jennifer Nettles beinhaltet.

## Tour
Die Bon Jovi: 2020 Tour wurde offiziell am 15. Januar 2020 angekündigt, vorerst ausschließlich mit Konzerten in den Vereinigten Staaten. Bryan Adams sollte bei den meisten Konzerten als Opening Act auftreten. Die Tickets wurden am 24. Januar 2020 zum Verkauf gestellt. Mit jedem gekauften Ticket würde man das Album 2020 automatisch erhalten, sobald es veröffentlicht werden würde. Am 20. April 2020 wurde die Tour aufgrund der COVID-19-Pandemie offiziell abgesagt. Ticketbesitzer erhielten Rückerstattungen.

## Mitwirkende
- Jon Bon Jovi – Gesang, Akustikgitarre, Mundharmonika
- Phil X – Leadgitarre, Hintergrundgesang
- Hugh McDonald – Bass, Hintergrundgesang
- Tico Torres – Schlagzeug
- David Bryan – Keyboard, Piano, Hintergrundgesang
- John Shanks – Rhythmusgitarre, Hintergrundgesang
- Everett Bradley – Percussion, Hintergrundgesang
- Lorenza Ponce – Violine

## Titelliste

### Standard
| Nr. | Titel              | Autor(en)                               | Länge |
| --- | ------------------ | --------------------------------------- | ----- |
| 1.  | Limitless          | Jon Bon Jovi, John Shanks, Billy Falcon | 3:42  |
| 2.  | Do What You Can    | Jon Bon Jovi                            | 4:20  |
| 3.  | American Reckoning | Jon Bon Jovi                            | 4:41  |
| 4.  | Beautiful Drug     | Bon Jovi, Shanks, Falcon                | 3:48  |
| 5.  | Story Of Love      | Bon Jovi                                | 5:50  |
| 6.  | Let It Rain        | Bon Jovi                                | 4:39  |
| 7.  | Lower The Flag     | Bon Jovi                                | 4:55  |
| 8.  | Blood In The Water | Bon Jovi                                | 5:58  |
| 9.  | Brothers In Arms   | Bon Jovi                                | 4:13  |
| 10. | Unbroken           | Bon Jovi                                | 6:07  |

### Deluxe
| Nr. | Titel                                  | Autor(en)         | Länge |
| --- | -------------------------------------- | ----------------- | ----- |
| 11. | Luv Can                                | Bon Jovi          | 5:57  |
| 12. | Shine                                  | Bon Jovi          | 5:24  |
| 13. | Do What You Can feat. Jennifer Nettles | Bon Jovi, Nettles | 4:13  |

## Chartplatzierungen
| ChartsChartplatzierungen       | Höchstplatzierung | Wochen |
| ------------------------------ | ----------------- | ------ |
| Deutschland (GfK)              | 3 (10 Wo.)        | 10     |
| Österreich (Ö3)                | 2 (12 Wo.)        | 12     |
| Schweiz (IFPI)                 | 3 (13 Wo.)        | 13     |
| Vereinigte Staaten (Billboard) | 19 (2 Wo.)        | 2      |
| Vereinigtes Königreich (OCC)   | 5 (5 Wo.)         | 5      |

| ChartsJahrescharts (2020) | Platzierung |
| ------------------------- | ----------- |
| Österreich (Ö3)           | 53          |
| Schweiz (IFPI)            | 65          |